# Allisha Gray
Allisha Gray   (Greenwood, 12 de gener de 1995) és una jugadora de bàsquet d'Estats Units campiona olímpica a Tòquio 2020 en la modalitat de Bàsquet 3x3 conjuntament amb Kelsey Plum, Stefanie Dolson i Jacquelyn Young.
És jugadora dels Dallas Wings de la WNBA, que la va seleccionar amb el número 4 del draft l'any 2017, i aquell mateix any va guanyar el premi rookie de l'any de la WNBA.

## Palmarès olímpic
| Jocs Olímpics | Jocs Olímpics  | Jocs Olímpics | Jocs Olímpics |
| Any           | Lloc           | Medalla       | Prova         |
| ------------- | -------------- | ------------- | ------------- |
| 2021          | Tòquio ( Japó) | 1             | Bàsquet 3x3   |